# Neuvillette, Aisne

Neuvillette este o comună în departamentul Aisne din nordul Franței. În 1 ianuarie 2022 avea o populație de 180 de locuitori.